# Diocesi di Spello
La diocesi di Spello (in latino Dioecesis Hispellana) è una sede soppressa e sede titolare della Chiesa cattolica.

## Storia
Spello fu sede di un'antica diocesi dell'Umbria, attestata tra il V e il VI secolo.
La tradizione liturgica locale, che si fonda su una passio tardiva, celebra il culto di san Felice, martire e vescovo di Spello, celebrato il 18 maggio. Lo stesso giorno però, il martirologio di Usuardo (IX secolo) celebra un episcopus Spellatensis, lezione che, secondo Lanzoni, Burchi e Delehaye, deve essere letta come Spalatensis, in riferimento al martire, non vescovo, venerato a Spalato in Dalmazia il 18 maggio. Inoltre, la passio del Felice di Spello è identica, eccetto i toponimi, a quella di san Felice di Massa Martana, la cui festa però ricorre il 30 ottobre.
Due sono i vescovi di Spello storicamente documentati. Il primo è Epifanio, che prese parte al concilio lateranense indetto da papa Felice III nel 487, sulla disciplina da adottare nei confronti dei vescovi e del clero africani che, a causa delle persecuzioni di Unnerico, avevano abiurato la fede cattolica. Il suo nome è associato ad una decretale dello stesso papa dell'anno successivo, in cui vengono affrontati i casi dei cristiani che hanno ricevuto dagli ariani un secondo battesimo. Nel concilio indetto da papa Gelasio I nel 495 prese parte un vescovo Epifanio, ma senza indicazione della sede di appartenenza; non è da escludere che si tratti del medesimo personaggio.
Venerio (o Venerioso), episcopus ecclesiae Pellensis, prese parte a due concili romani del 502. Il primo fu quello riunito il 23 ottobre da un editto del re Teodorico, e detto sinodo palmare, per restituire papa Simmaco sulla sua sede, dopo che questa era stata usurpata da Lorenzo. Il 6 novembre successivo il papa riunì un secondo concilio nella basilica di San Pietro in Vaticano, a cui prese parte anche il vescovo Venerio, benché nella firme degli atti non sia indicata la sede di appartenenza. Per l'omonimia con la sede Polensis, Venerio è stato erroneamente indicato da autori istriani come vescovo di Pola.
Cronotassi locali inseriscono dopo Venerio il vescovo Rubeno (nel 545), autore della vita dei santi Vittorino eremita e suo fratello Severino, vescovo di Septempeda, escluso tuttavia dalla critica storica.
La sede fu poi soppressa, forse conseguenza delle devastazioni operate dalla guerra tra Goti e Bizantini nel VI secolo, ed il suo territorio inglobato in quello della diocesi di Spoleto. Nel XVIII secolo il territorio di Spello e del Subasio vennero annessi alla diocesi di Foligno.
Dal 1968 Spello è annoverata tra le sedi vescovili titolari della Chiesa cattolica; dal 24 aprile 2015 l'arcivescovo, titolo personale, titolare, è Piergiorgio Bertoldi, nunzio apostolico nella Repubblica Dominicana e delegato apostolico a Porto Rico.

## Cronotassi

### Vescovi
- San Felice † (al tempo di Diocleziano)
- Sant'Epifanio† (prima del 487 - dopo il 495 ?)
- Venerio (o Venerioso) † (menzionato nel 502)

### Vescovi titolari
- Antoine Nguyễn Văn Thiện † (12 luglio 1968 - 13 maggio 2012 deceduto)
- Piergiorgio Bertoldi, dal 24 aprile 2015